# Потураев, Никита Русланович
Никита Русланович Потураев (укр. Микита Русланович Потураєв; род. 4 сентября 1970, Днепропетровск) — украинский политолог, пропагандист и политик, народный депутат Украины 9-го созыва. В Верховную Раду 9-го созыва он прошёл номером 97 по списку партии Слуга народа.

## Биография
Никита Потураев родился в Днепропетровске (ныне город Днепр) 4 сентября 1970 года.
Внук советского украинского ученого-механика, академика наук АН УССР Потураева Валентина Никитича (по линии матери). Сын украинского ученого-механика Иваницкого Руслана Палладиевича.
17 июня 2020 года был избран главой комитета по вопросам гуманитарной и информационной политики, кандидатуру поддержали 281 депутат.
В 2021 году заявлял, что в стране «эпоха бедности закончится тогда, когда восставший народ выбросит фракцию «ОПЗЖ» из парламента и расстреляет».